# قياس تركيز الهرمونات في الدم
توجد معظم الهرمونات في الدم بكميات دقيقة جدا، وبعضها بتراكيز قليلة جدا تصل إلى واحد من مليون من المليجرام ( واحد بيكوجرام ) في المليلتر .
و لذلك، وفيما عدا بعض الحالات، لا يصبح بالإمكان تقريبا قياس هذه التراكيز بالطرق الكيميائية الاعتيادية. و لذا فقد طورت قبل حوالي 30 عاما طريقة حساسة جدا لقياس تراكيز الهرمونات في الدم، خلقت ثورة في قياس الهرمونات وسليفاتها و قياس سرعة إفراز الهرمون وقياس سرعة التصفية الاستقلابية للهرمونات ؛ تسمى هذه الطريقة طريقة المقايسة المناعية الشعاعية radio-immuno-assay .

## المقايسة المناعية الشعاعية Radioimmunoassay
إن مبدأ المقايسة المناعية الشعاعية Radioimmunoassay  الأساسي هو ما يلي :
- أولا : يصنع جسم مضاد مناعي جسم مضاد ذو نوعية عالية للهرمون الذي سيتم قياسه وبكميات كبيرة في حيوان ما .
- ثانيا : تمزج كمية صغيرة من هذا الجسم المناعي المضاد مع كمية من سائل الحيوان الذي يحوي الهرمون الذي سيتم قياسه، وكذلك مع كمية مناسبة من هرمون معياري منقى سبق أن تم وسمه بنظير مشع . ولكن يلاحظ شرطا خاصا يجب أن يتحقق ؛ و هو أن تكون كمية الأجسام المناعية المضادة قليلة لترتبط بصورة كاملة مع الهرمون الموسوم بالنظير مشع و الهرمون الذي سيقاس في السائل . و لهذا يتنافس الهرمون الطبيعي في سائل القياس مع الهرمون المعياري المشع على مواقع الترابط على الجسم المناعي المضاد . و أثناء عملية التنافس تصبح كمية كل من الهرمونين الطبيعي والمشع التي ترتبط متناسبة مع تركيزهما .
- ثالثا : بعد أن يصل الترابط إلى حد التوازن، يفصل معقد الهرمون المرتبط بالجسم المضاد من باقي المحلول وتقاس كمية الهرمون المشع التي ارتبطت مع الجسم المضاد بتقنيات التعداد المشع .

فإذا كانت قد ارتبطت كمية كبيرة من الهرمون المشع مع الجسم المناعي المضاد يتضح عندئذ بأنه كانت هناك كمية صغيرة فقط من الهرمون الطبيعي تتنافس مع الهرمون المشع، ولذلك فإن تركيز الهرمون الطبيعي في السائل المقيس كان قليلا . و على العكس من ذلك إذا كانت كمية الهرمون المشع التي ارتبطت قليلة يتضح عندئذ بأنه كانت هناك كمية كبيرة من الهرمون الطبيعي تتنافس على مواقع الترابط.
- رابعا : لكي تكون المقايسة دقيقة كميا تجرى المقايسة المناعية الشعاعية أيضا لمحاليل معيارية لهرمون غير موسوم بمستويات عديدة مختلفة التراكيز، ومن ثم يتم رسم منحنى معياري بذلك .

و من الممكن قياس ما يصل إلى واحد من بليون أو حتى واحد من تريليون من الجرام من الهرمون بهذه الطريقة في الغالب .

## طرق المقايسة الأخرى بالترابط التنافسي
و لقد استعملت أيضا عدة تقنيات ترابط تنافسي أخرى لمقايسة الكميات الدقيقة من الهرمونات . و إحدى هذه الطرق هي باستعمال غلوبيولين حامل نوعي من البلازما بدلا من الجسم المناعي المضاد، وهو عامل ارتباط طبيعي لبعض الهرمونات النوعية . فمثلا الغلوبيولين الترابطي البلازمي للهرمون القشري الكظري - الكورتيزول كورتيزول - هو غلوبيولين عالي النوعية . و لهذا يستعاض بهذا الهرمون عن الجسم المناعي المضاد في عملية المقايسة للكورتيزول .
و تجرى المقايسة عندئذ بنفس الطريقة تماما لتلك التي تجري في المقايسة الشعاعية .

## وصلات خارجية
- Radioimmunoassay في المكتبة الوطنية الأمريكية للطب نظام فهرسة المواضيع الطبية (MeSH).

- http://users.rcn.com/jkimball.ma.ultranet/BiologyPages/R/Radioimmunoassay.html نسخة محفوظة 12 يونيو 2010 على موقع واي باك مشين.
- http://www.biomnis.com/en/